# Odstoupení Lyndona B. Johnsona z kandidatury na prezidenta USA v roce 1968

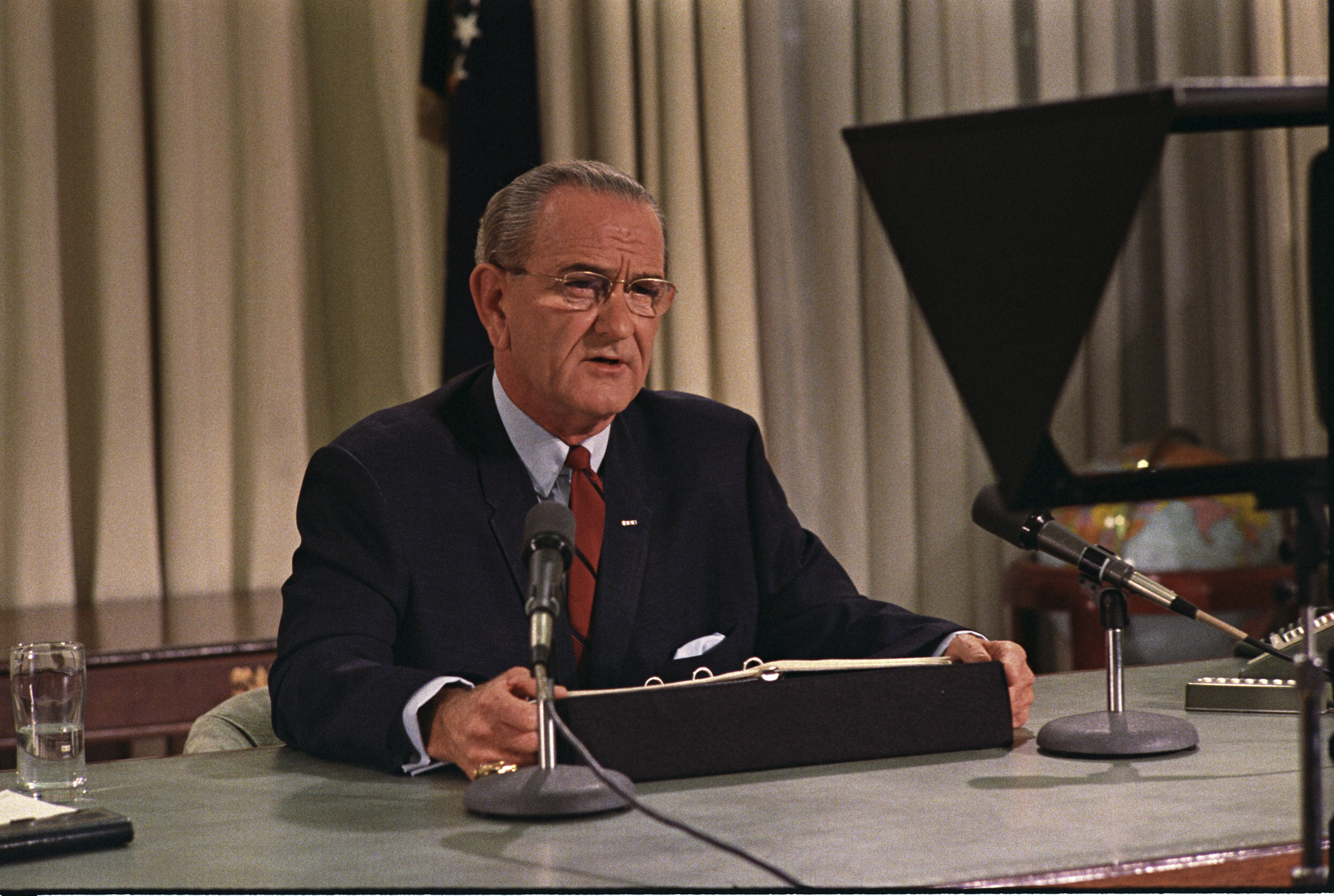
střed|bezrámu|279x279pixelů|Záznam Johnsonova projevu, kde oznamuje záměr nekandidovatPrezident Lyndon B. Johnson oznamuje svůj záměr nekandidovat

Dne 31. března 1968 učinil tehdejší prezident USA Lyndon B. Johnson během televizního projevu k národu, který začal kolem deváté hodiny večerní, překvapivé prohlášení, že nebude usilovat o znovuzvolení na další funkční období a že odstupuje z prezidentských voleb v roce 1968. Johnson prohlásil: „Nebudu usilovat a nepřijmu nominaci své strany na další funkční období jako váš prezident.“
Zpočátku byl jediným významným Johnsonovým vyzyvatelem v prezidentských primárkách Demokratické strany v roce 1968 Eugene McCarthy, protiválečný senátor z Minnesoty. Johnsonovo oznámení o odstoupení z boje přišlo poté, co McCarthy téměř vyhrál primárky v New Hampshire a do boje vstoupil senátor Robert F. Kennedy, další kritik války a bratr zesnulého prezidenta Johna F. Kennedyho.
Johnsonovo rozhodnutí otevřelo dveře viceprezidentovi Hubertu Humphreymu, aby se stal kandidátem Demokratické strany. Národní sjezd Demokratické strany v roce 1968, který se konal v Chicagu, byl poznamenán výraznými protesty a střety mezi demonstranty a policií, což odráželo hluboké rozpory v americké společnosti.
Ve volbách v roce 1968 nakonec zvítězil kandidát Republikánské strany Richard Nixon, který porazil Humphreyho a kandidáta třetí strany George Wallace. Nixonova kampaň těžila z témat práva a pořádku a slibu ukončit angažmá USA ve válce ve Vietnamu.

## Pozadí

### Podobné situace

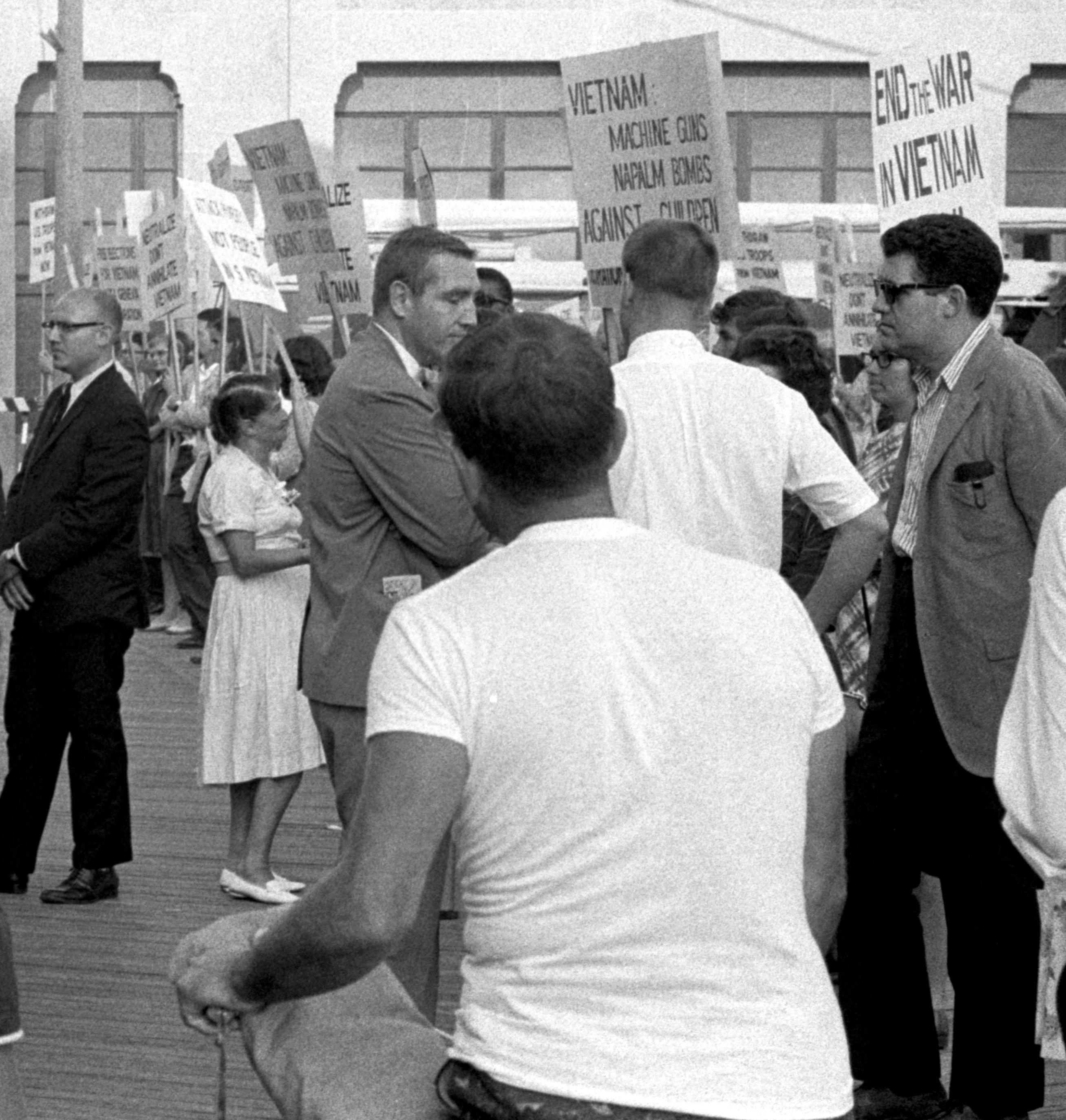
Protiváleční demonstranti během Národního sjezdu Demokratické strany v roce 1964

Historicky se většina úřadujících amerických prezidentů, kteří dokončili jedno celé funkční období, rozhodla kandidovat i podruhé. Následující prezidenti se mohli ucházet o znovuzvolení poté, co dokončili alespoň jedno celé funkční období, ale rozhodli se nekandidovat:
- James K. Polk (1845–1849): dodržel slib z kampaně, že bude sloužit pouze jedno funkční období.
- James Buchanan (1857–1861): dodržel slib z kampaně, že bude sloužit pouze jedno funkční období
- Rutherford B. Hayes (1877–1881): dodržel slib z kampaně, že bude sloužit pouze jedno funkční období
- Calvin Coolidge (1923–1929): rozhodl se nekandidovat poté, co odsloužil jedno částečné a jedno celé funkční období
- Harry S. Truman (1945–1953): odstoupil z kandidatury po jednom částečném a jednom plném funkčním období

James K. Polk
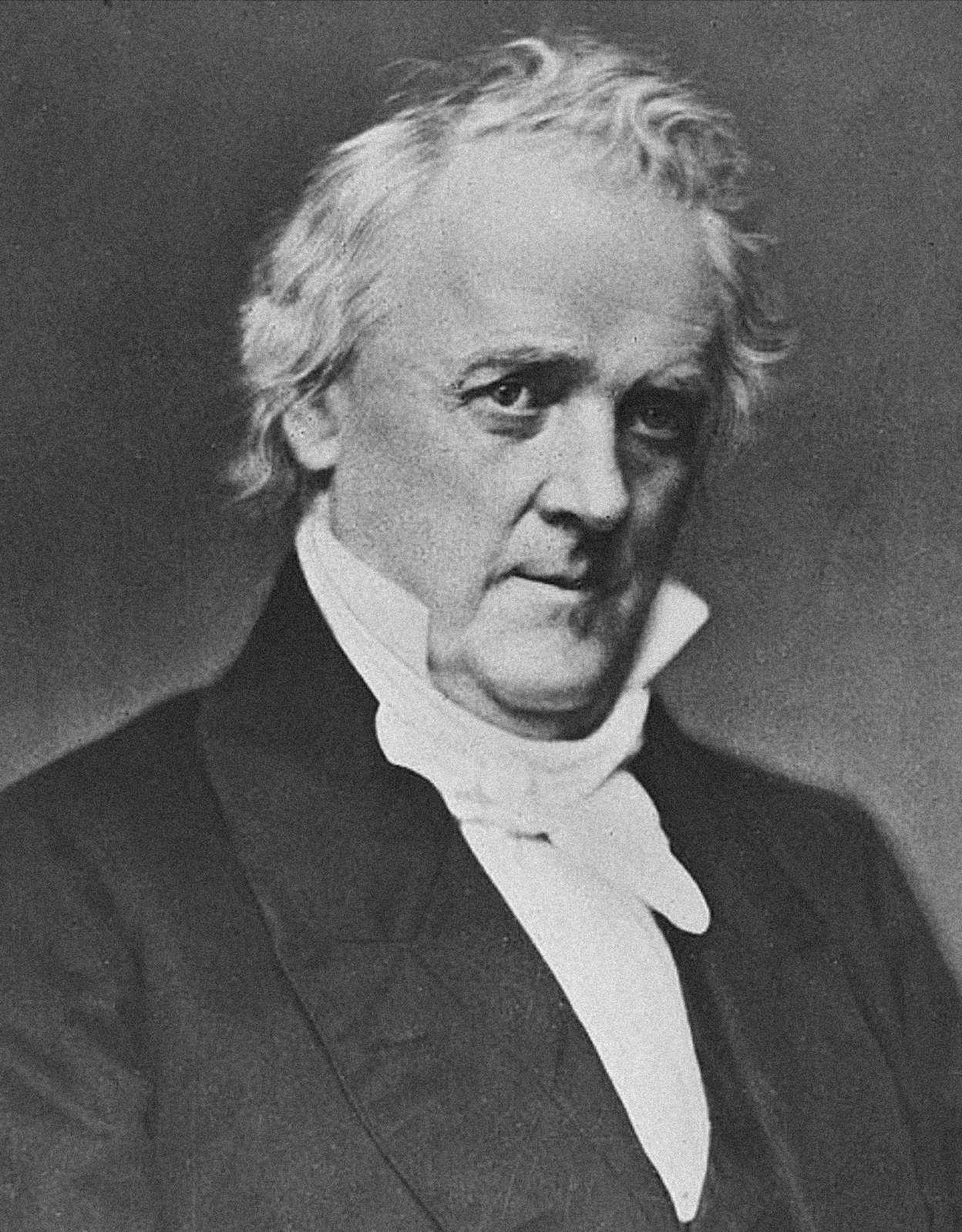
James Buchanan
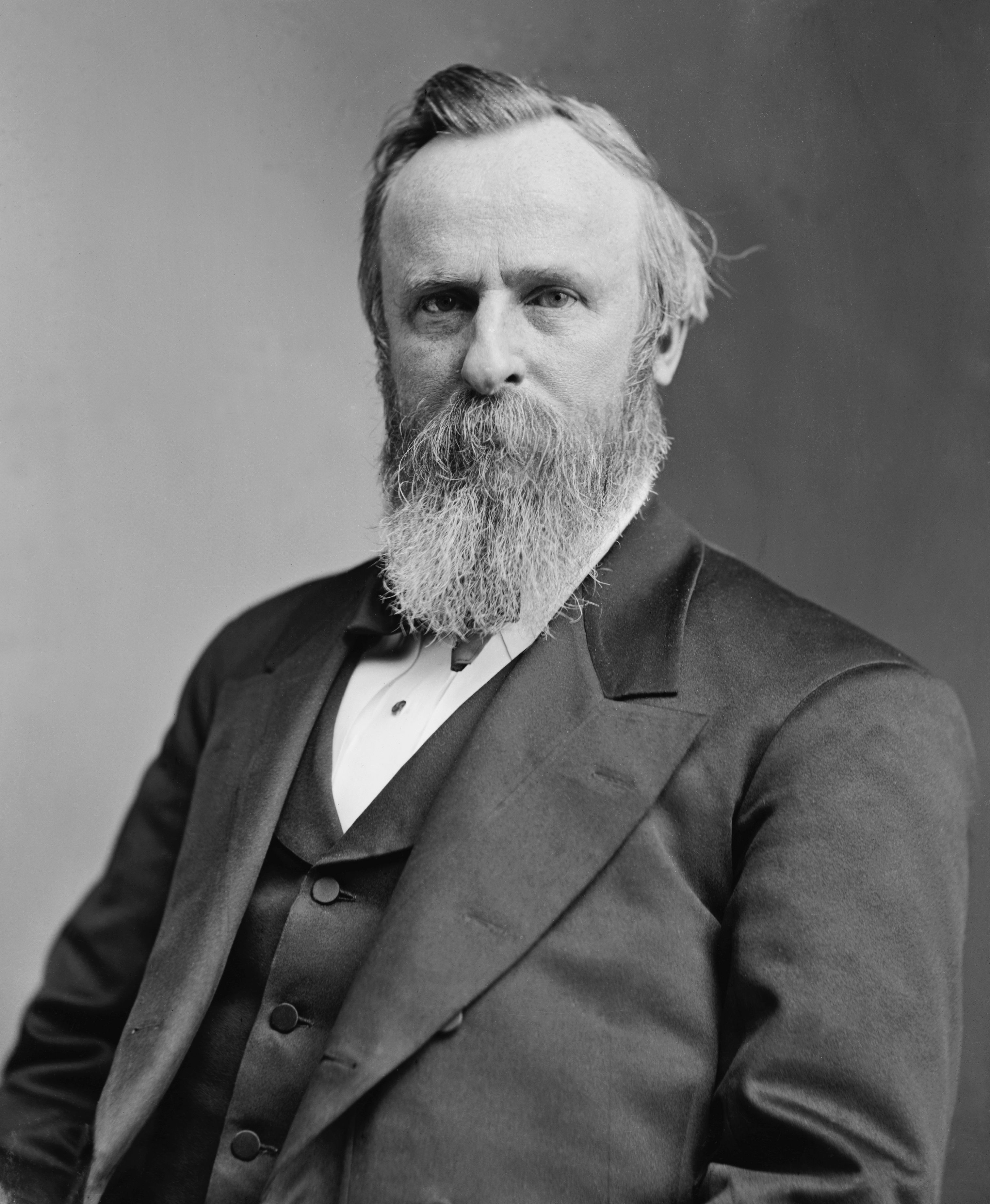
Rutherford Hayes
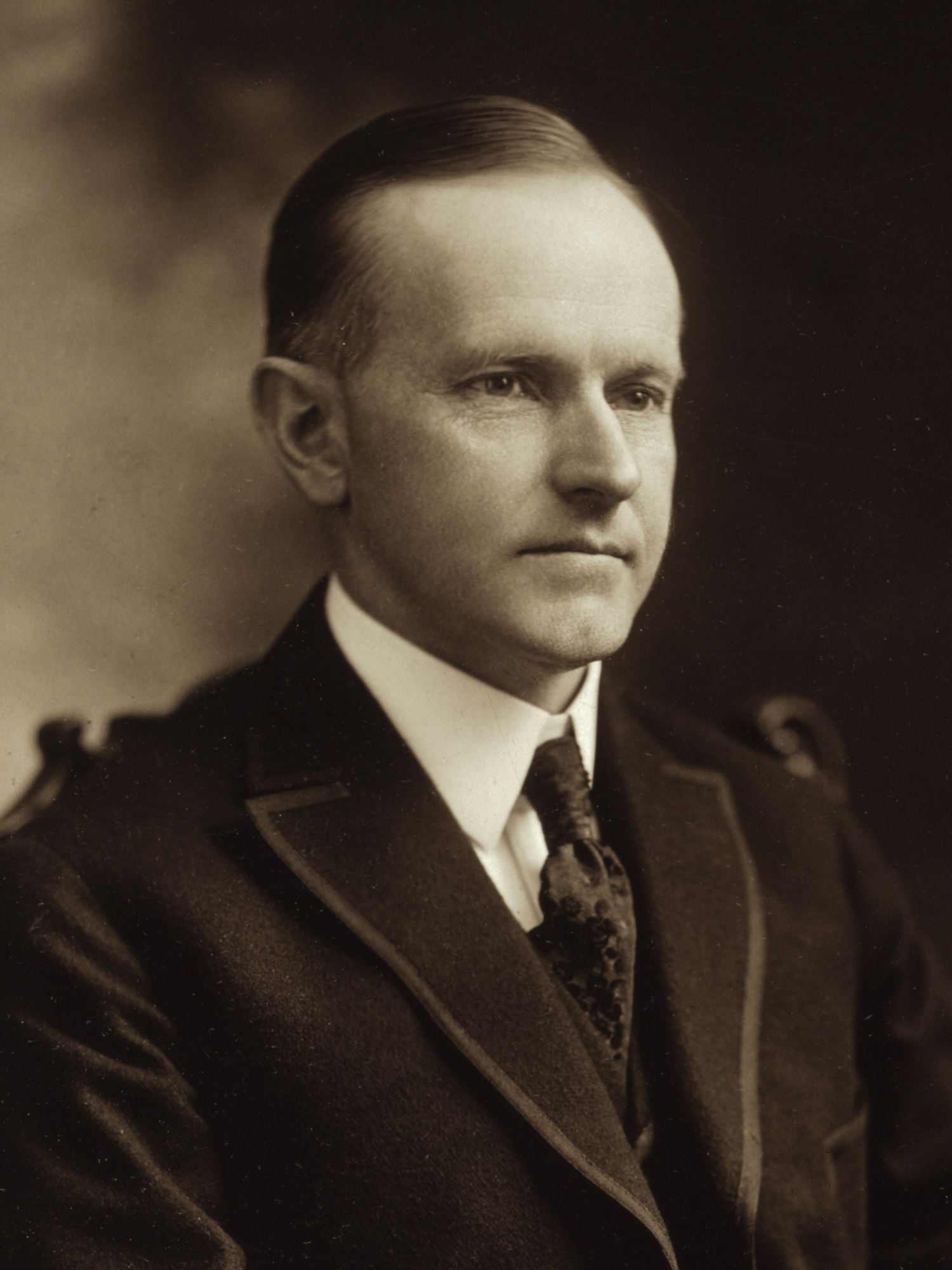
Calvin Coolidge
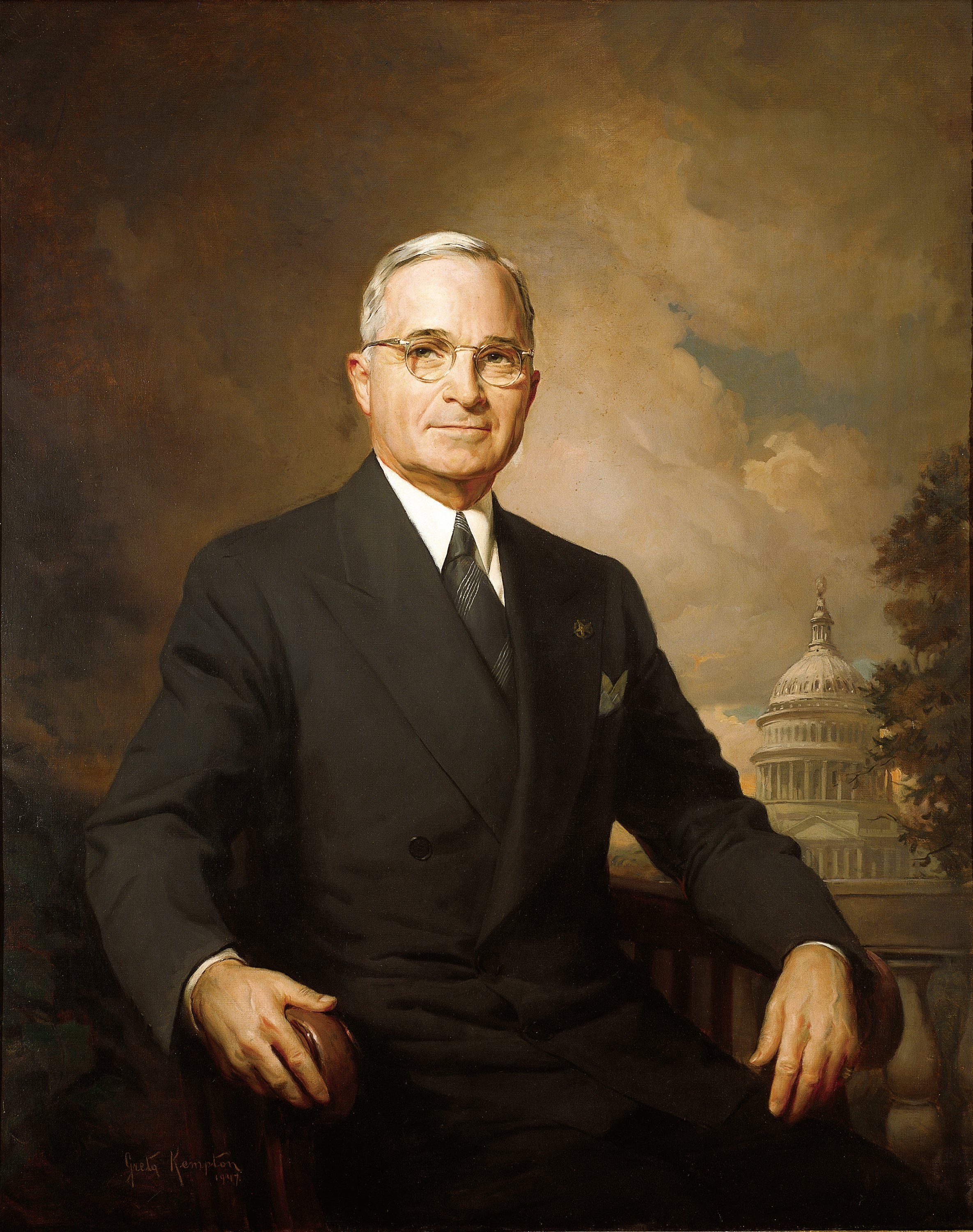
Harry S. Truman

### Vláda Lyndona B. Johnsona
Lyndon B. Johnson, 36. prezident Spojených států, nastoupil do úřadu po atentátu na prezidenta Johna F. Kennedyho v listopadu 1963. Johnson byl následně zvolen drtivým vítězstvím v prezidentských volbách v roce 1964. Jeho prezidentství se vyznačovalo významnými legislativními úspěchy, včetně zákona o občanských právech z roku 1964, zákona o volebních právech z roku 1965, ratifikace čtyřiadvacátého a pětadvacátého dodatku Ústavy Spojených států a zavedení systému Medicare a Medicaid.

#### Válka ve Vietnamu
Johnsonovo působení však nakonec zastínily různé problémy, například odpor k eskalaci amerického zapojení do konfliktu ve Vietnamu. Veřejné mínění se stále více obracelo proti válce a po celé zemi se šířila protiválečná hnutí. Ofenzíva Tet na počátku roku 1968 dále oslabila podporu války a Johnsonova postupu v ní.

#### Roztříštěná Demokratická strana
S blížícími se volbami v roce 1968 začal Johnson ztrácet kontrolu nad Demokratickou stranou, která se rozdělila na čtyři frakce. První skupinu tvořili Johnson a Humphrey, odbory a místní straničtí bossové (v čele se starostou Chicaga Richardem J. Daleym). Druhou skupinu tvořili protiváleční studenti a intelektuálové, kteří se spojili kolem senátora Eugena McCarthyho ve snaze „odkopnout Johnsona“ (v angličtině Dump Johnson). Třetí skupinu tvořili katolíci, Hispánci a Afroameričané, kteří se spojili za senátorem Robertem F. Kennedym. Čtvrtou skupinu tvořili tradičně segregační bílí jižané, jako byl guvernér George Wallace.

#### Klesající popularita
V roce 1968 se Johnsonova popularita výrazně snížila a v době jeho odstoupení činila 36 %. Navzdory rostoucí nepopularitě Johnsona se tradičně tvrdilo, že úřadujícímu prezidentovi nelze odmítnout opětovnou kandidaturu. Johnson dne 12. března těsně zvítězil v prezidentských primárkách v New Hampshire nad McCarthym v poměru 49-42 %, ale tento těsný výsledek na druhém místě dramaticky posílil McCarthyho postavení v primárkách. O čtyři dny později oznámil svou kandidaturu Robert Kennedy.

#### Únava z úřadu a prezidentské funkce
Historikové, jako například Jeff Shesol, uvádějí, že Johnson chtěl odejít z Bílého domu, ale také se chtěl očistit; když se se otočilo veřejné mínění, rozhodl se odejít. Historikové uvádějí, že Johnson si uvědomil, že musí odejít, aby se společnost uzdravila. Robert Dallek napsal, že Johnson neměl žádné další domácí cíle a uvědomoval si, že jeho osobnost oslabila jeho popularitu. Johnsonův zdravotní stav se zhoršoval, čemuž nepomáhala energická kampaň Roberta Kennedyho; jeho manželka, Lady Bird Johnsonová, naléhala na jeho odchod do důchodu, protože základna jeho podpory se stále zmenšovala. Odstoupení ze závodu mu umožnil vystupovat jako mírotvorce. Autor Anthony J. Bennett uvádí, že Johnsona „donutilo v roce 1968 odstoupit z primárek rozhořčení nad jeho politikou v jihovýchodní Asii.“ Úřadující prezident možná také doufal, že jej Demokratická strana povolá opět ke kandidatuře hlasováním na sjezdu.

## Reakce

### Spojené státy americké

#### Demokratická strana
Johnsonovi demokratičtí kolegové vyjádřili směs respektu, zklamání a pochopení pro jeho oznámení. Bývalí prezidenti a klíčové osobnosti strany ocenili Johnsonovo prezidentství a jeho rozhodnutí odstoupit. Bývalý prezident Harry S. Truman ocenil Johnsonovu službu a zdůraznil své přesvědčení, že Johnson jednal v nejlepším zájmu země a Demokratické strany. Představitelé demokratů se snažili přijít na to, jak na Johnsonovo náhlé odstoupení reagovat. To vedlo k ostrému boji o nástupnictví mezi demokraty. Někteří demokraté se obávali, že nový kandidát, vybraný sjezdem, nebude mít legitimitu ani šanci na zvolení, protože by si nominaci zajistil bez přímého přispění demokratických voličů z celé země.

#### Protiválečné hnutí a Republikánská strana
Mnozí protiváleční aktivisté se z této zprávy radovali. Někteří z nich dospěli k závěru, že jejich hnutí přimělo Johnsona ke změně válečné politiky a k rozhodnutí, že další funkční období už nemůže získat. Protiváleční demonstranti před Bílým domem skandovali: „Hej, hej, LBJ! Kolik dětí jsi dnes zabil?“ (anglicky „Hey, hey, LBJ! How many kids did you kill today?“) Po Johnsonově odstoupení prošlo mnoho republikánů přehodnocením ohledně šancí Richarda Nixona na vítězství v listopadových volbách.

### Mezinárodní reakcee

#### Jižní Vietnam
Jihovietnamští představitelé vnímali Johnsonovo odstoupení s obavami, především kvůli hrozbě protiválečného kandidáta, který je nechtěl podpořit a hrozil stažením vojsk. V této době jihovietnamský prezident Nguyễn Văn Thiệu netrpělivě očekával výsledky amerických voleb a věřil, že by mohl dosáhnout příznivější dohody s republikánským kandidátem Nixonem než s dosavadní administrativou. Zprávy, které to naznačovaly, byly tajně předávány Thieuovým zástupcům Nixonovými spolupracovníky. Prezident Johnson, rozzuřený a zděšený, objevil důkazy o tom prostřednictvím telefonních odposlechů, odposlechů a sledování a považoval to za potenciálně vlastizrádný čin.

#### Mezinárodní protiválečné hnutí
Johnsonovo rozhodnutí považovali protiváleční aktivisté po celém světě za vítězství. Někteří jeho odstoupení považovali za znamení, že veřejný a mezinárodní tlak může ovlivnit politiku mocných států.

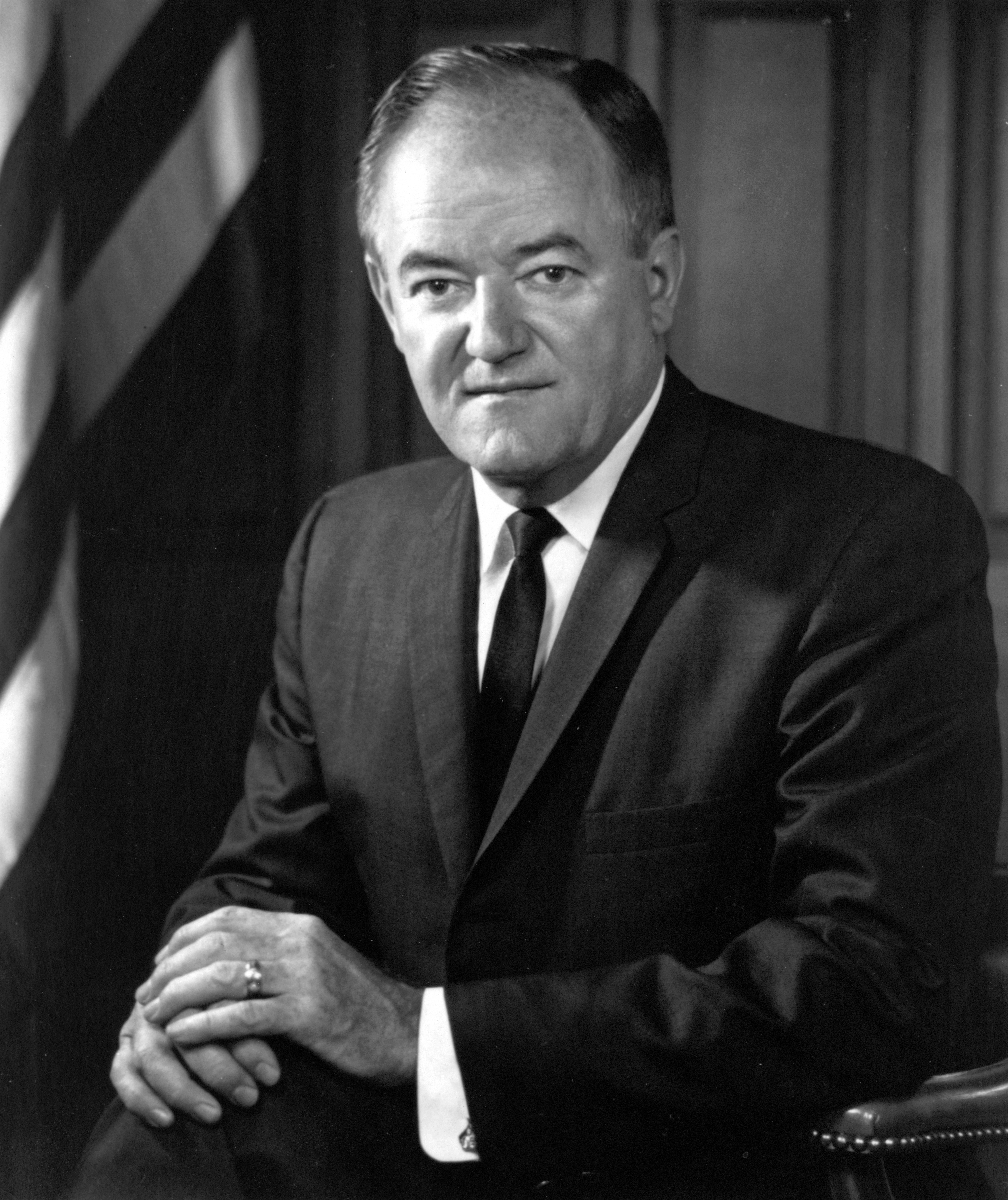
Hubert Humphrey, viceprezident a demokratický kandidát v roce 1968

## Následující události
V týdnu po Johnsonově oznámení byl v Memphisu ve státě Tennessee v motelu Lorraine zavražděn americký bojovník za občanská práva a odpůrce války ve Vietnamu Martin Luther King. Po Kingově smrti se v mnoha amerických městech odehrály nepokoje. Ten večer byl Johnson v Oválné pracovně a plánoval setkání s vojenskými veliteli vietnamské války na Havaji. Poté, co ho tiskový tajemník George Christian ve 20:20 informoval o atentátu, cestu zrušil, aby se mohl věnovat této události. Vyšetřováním atentátu v Memphisu pověřil generálního prokurátora Ramseyho Clarka. Osobně zavolal Kingově manželce Corettě Scott Kingové a vyhlásil 7. duben dnem národního smutku, kdy bude americká vlajka vyvěšena na půl žerdi. 
Vražda RFK přišla o měsíc později, což ještě prohloubilo tragický pocit bezmoci, který se toho roku vznášel nad Johnsonovou politikou. Po Johnsonově odstoupení a vraždě RFK získal nominaci Demokratické strany viceprezident Hubert Humphrey, takže jediným Humphreyho významným soupeřem zůstal McCarthy.
Humphrey nakonec prohrál volby s protiválečným republikánem Richardem Nixonem. Humphrey se po této porážce ocitl v depresi. Aby zůstal aktivní, pomohli mu přátelé nechat se zaměstnat jako profesor na Macalester College a Minnesotské univerzitě. Válka ve Vietnamu demokraty těžce poškodila a republikáni později vyhráli pět ze šesti prezidentských voleb.